# Sân bay Cap. FAP Pedro Canga Rodríguez
Sân bay Capitán FAP Pedro Canga Rodríguez (IATA: TBP, ICAO: SPME) là một sân bay phục vụ Tumbes, Peru. Đơn vị vận hành là CORPAC S.A. (Corporación Peruana de Aeropuertos y Aviación Comercial S.A.), một tổ chức thuộc chính phủ quản lý các sân bay ở Peru. Đây là sân bay chính của vùng Tumbes. Sân bay này nằm ở khu vực có nhiều khu nghỉ mát và bãi biển. Hiện chỉ có hãng LAN Perú hoạt động ở đây, nhưng hãng Iberia Airlines của Tây Ban Nha tỏ ý muốn cung cấp dịch vụ bay thẳng thuê bao nối với châu Âu còn hãng hàng không Mỹ Continental Airlines thì muốn cung cấp tuyến bay nối với Mỹ.

## Các hãng hàng không và các tuyến bay
- LAN Perú (Lima)